# Bangued
Bangued é um município de  primeira classe de renda municipal (d) na província Abra, nas Filipinas. De acordo com o censo de 1 de maio  de  2020 possui uma população de 50 382 pessoas e 12 279 domicílios.